# Puk Scharbau
Puk Scharbau (* 6. Mai 1969 in Gladsaxe Kommune) ist eine dänische Theater- und Filmschauspielerin.

## Leben
Puk Scharbau absolvierte ihre Schauspielausbildung am Odense Teater bis 1993 und wurde danach als Theaterschauspielerin tätig. Für die Verkörperung der Lise Nørgaard in der Filmbiografie Kun en pige wurde sie 1996 mit dem Bodil und dem Robert ausgezeichnet. Ab 2011 spielte sie Mette Rohde in der Serie Die Brücke – Transit in den Tod.
In den Animationsfilm-Reihen Toy Story und Kung Fu Panda war sie als Synchronsprecherin zu hören.

## Filmografie (Auswahl)
- 1995: Kun en pige
- 1998: Skyggen
- 1998: Albert und der große Rapollo (Albert)
- 1999: Taxa (Fernsehserie, 3 Folgen)
- 2004: Forsvar (Fernsehserie, 3 Folgen)
- 2005: Unge Andersen
- 2006: Mankells Wallander: Bilderrätsel (Fotografen)
- 2009: Timetrip – Der Fluch der Wikinger-Hexe (Vølvens forbandelse)
- 2009: Kommissarin Lund – Das Verbrechen (Forbrydelsen, Fernsehserie, 2 Folgen)
- 2011–2013: Die Brücke – Transit in den Tod (Broen, Fernsehserie, 19 Folgen)